# Kodeks karny wojskowy
Kodeks karny wojskowy – akt normatywny stanowiący zbiór przepisów regulujących prawo karne wojskowe.

## W Polsce
W Polsce osobna ustawa dla prawa karnego wojskowego obowiązywała w okresie od 1918 do 1970 r. W 1970 r. wszedł w życie Kodeks karny z 1969, który zawierał w części trzeciej przepisy odnoszące się do żołnierzy. Obecnie w Polsce nie ma kodeksu karnego wojskowego. Prawo karne wojskowe regulowane jest w części trzeciej Kodeksu karnego.

### Niemiecki Wojskowy Kodeks Karny z 20 czerwca 1872

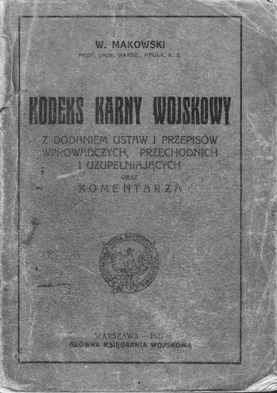
W. Makowski, Kodeks Karny Wojskowy (1872) z komentarzem, Warszawa 1921

Wprowadzony w życie ustawą z dnia 29 lipca 1919 r. o tymczasowym sądownictwie wojskowym (Dz.U. z 1919 r. nr 65, poz. 389) i rozporządzeniem Rady Ministrów z 10 maja 1920 w przedmiocie wprowadzenia w życie Wojskowego Kodeksu Karnego (Dz.U. z 1920 r. nr 59, poz. 369). Nie było to bezpośrednie tłumaczenie kodeksu niemieckiego. Wspomniane wcześniej rozporządzenie wprowadzało do tekstu pierwotnego zmiany. Kodeks obowiązywał na terenie całego kraju od dnia ogłoszenia 14 sierpnia 1919 do 1 sierpnia 1928. Charakteryzował się dużą kazuistyką. W § 47 określał, że stanowiące przestępstwo działanie na rozkaz nie usprawiedliwia sprawcy, o ile wiedział on że rozkaz przełożonego dotyczył czynu, którego celem było spełnienie ogólnej albo wojskowej zbrodni lub występku.

### Kodeks Karny Wojskowy z 1928 r.
Rozporządzenie Prezydenta Rzeczypospolitej z dnia 22 marca 1928 r. w sprawie kodeksu karnego wojskowego (Dz.U. z 1928 r. nr 36, poz. 328). Obowiązywał od 1 sierpnia 1928 (na mocy art. 158) do końca 1932 roku.

### Kodeks Karny Wojskowy z 1932 r.

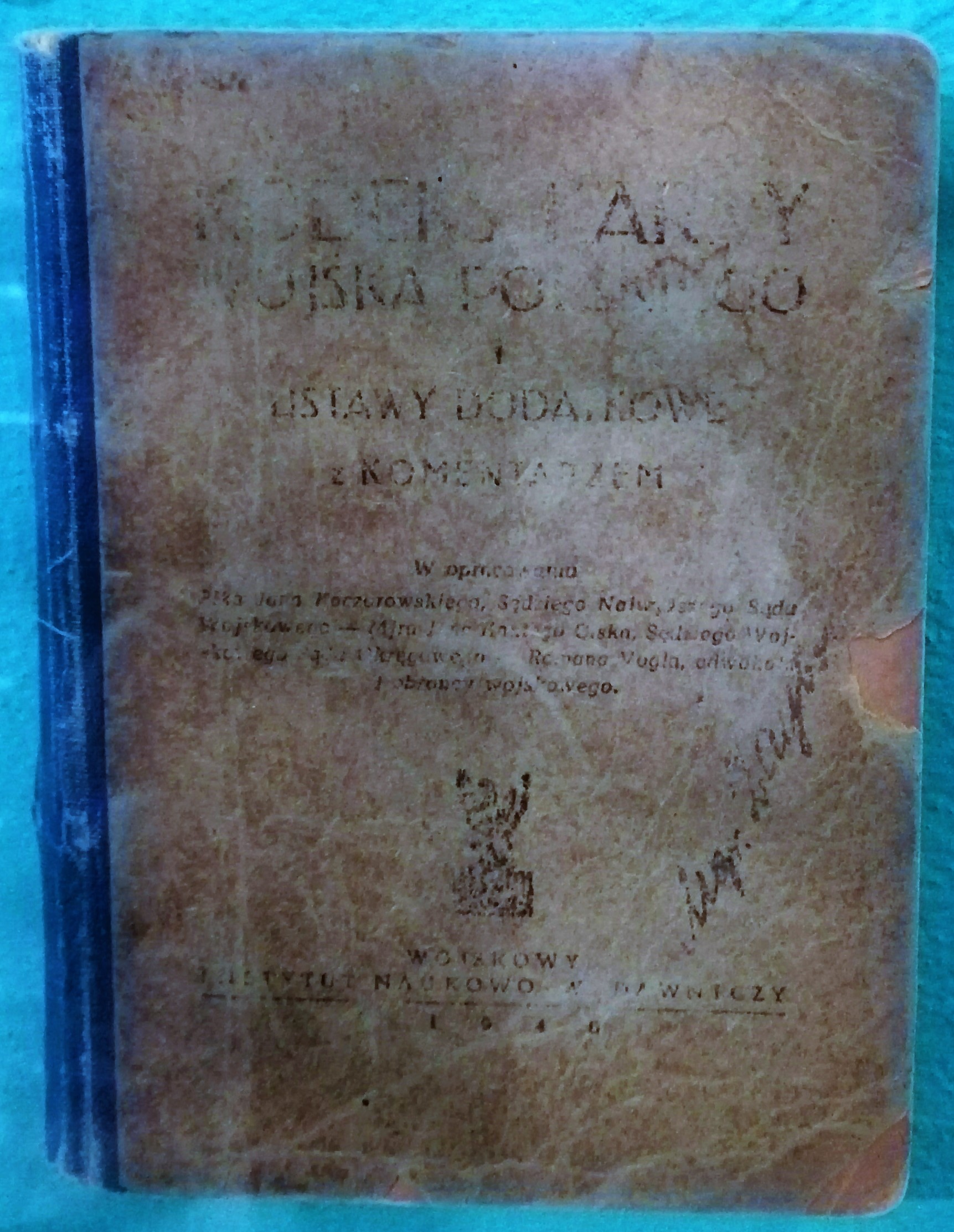
Kodeks Karny Wojska Polskiego z dnia 23 września 1944

Rozporządzenie Prezydenta Rzeczypospolitej z dnia 21 października 1932 r. – Kodeks karny wojskowy (Dz.U. z 1932 r. nr 91, poz. 765).
Oryginalna polska ustawa w dużej mierze współtworzona przez Departament Sprawiedliwości Ministerstwa Spraw Wojskowych. Szczególną rolę w procesie tworzenia i wdrażania kodeksu odegrał szef Departamentu Sprawiedliwości gen. Józef Daniec. Kodeks wszedł w życie 1 stycznia 1933 i obowiązywał do września 1944.

### Kodeks Karny Wojska Polskiego z 1944 r.
Dekret Polskiego Komitetu Wyzwolenia Narodowego z dnia 23 września 1944 r. – Kodeks Karny Wojska Polskiego (Dz.U. z 1944 r. nr 6, poz. 27).
Obowiązywał, zgodnie z art. 189, od dnia ogłoszenia 30 września 1944 do 1 stycznia 1970 (uchylony przez Przepisy wprowadzające Kodeks karny z 19 kwietnia 1969). Jego typową cechą były surowe kary (około 50 artykułów zagrożonych karą śmierci). W odróżnieniu od przedwojennego zawierał też rozdział XVII „Zbrodnie stanu” (obszerniejszy i surowszy od odpowiedniego rozdziału XVII powszechnego Kodeksu karnego z 1932), obejmujący czyny także osób cywilnych (odpowiedzialność osób cywilnych przed sądem wojskowym trwała przez pierwszych 10 lat po wojnie, zniesiona prócz oskarżeń o szpiegostwo ustawą z 5 kwietnia 1955).

## W innych krajach
Istnieją trzy systemy sytuowania prawa karnego wojskowego w katalogu ustaw:
- Jako część ustawy karnej powszechnej
- Jako osobna ustawa – kodeks karny wojskowy
- Jako kilka ustaw – osobne kodeksy karne wojskowe dla poszczególnych typów wojsk, albo broni i służb. Model ten przyjęty był między innymi w III Republice Francuskiej.